# Столяров, Георгий Алексеевич
Георгий Алексеевич Столяров (1917—1997) — советский физик-экспериментатор, лауреат Ленинской премии.
Родился 1 февраля 1917 г. в Петрограде.
Окончил Ленинградский политехнический институт (1943). Участник войны (ВМФ).
С июня 1944 г. в Лаборатории № 2 ЛИПАН (Института атомной энергии): младший научный сотрудник, старший научный сотрудник, руководитель группы.
Один из первых разработчиков физической аппаратуры для атомных исследований (счетчики нейтронов и пр.).
Кандидат физико-математических наук (1962).
Ленинская премия 1960 года — за работы в области техники.
Награждён орденом Отечественной войны II степени (1985).